# Karl Wilhelm von Kottwitz
Karl Wilhelm von Kottwitz (* 1718 in der Niederlausitz; † 4. November 1788 in Magdeburg) war ein preußischer Oberst.

## Leben
Kottwitz trat 1738 in das Infanterieregiment Nr. 25 der Preußischen Armee ein und avancierte im Juni 1756 zum Stabskapitän. Nach der Schlacht bei Kolin wurde er noch 1757 ebendort Kompaniechef. Er stieg weiter auf und wurde im Dezember 1760 zum Major, im Mai 1769 zum Oberstleutnant sowie schließlich am 9. Juni 1772 zum Oberst befördert. Am 8. Januar 1774 wurde er Ritter des Ordens Pour le Mérite. Im April 1780 erhielt Kottwitz seinen Abschied als Kommandeur des Regiments, übernahm aber bereits am 29. April des Jahres als Regimentschef das Magdeburger Land-Regiment.
Kottwitz war mit Juliane Louise von Löben vermählt, die ihn als Witwe überlebte.